# General Dynamics
General Dynamics ist ein US-amerikanischer Rüstungskonzern. Das Unternehmen ist im New York Stock Exchange mit dem Kürzel GD gelistet. General Dynamics erwirtschaftet einen Umsatz von etwa 39 Milliarden US-Dollar jährlich. CEO ist Phebe Novakovic.

## Geschichte
Das Unternehmen wurde am 7. Februar 1899 unter dem Namen Electric Boat gegründet, am 24. April 1952 erfolgte die Umbenennung in General Dynamics. Nach dem Kauf der Canadair 1946 erfolgte die erste Vergrößerung 1953, bei der das Unternehmen mit der Convair vereinigt wurde. Während der großen Erfolge in den 1970er Jahren wurde die Canadair wieder an die kanadische Regierung verkauft.
General Dynamics baute 1954 mit der Nautilus das erste nukleargetriebene U-Boot der Welt, das 1958 die erste erfolgreiche Unterquerung des Nordpols unternahm.
Heute besteht das Unternehmen aus mehreren Filialen. Für den Bau von U-Booten ist zum Beispiel Electric Boat zuständig, während Überwasserkriegsschiffe von Bath Iron Works gebaut werden. Seit 1999 gehört der zivile Flugzeugbauer Gulfstream Aerospace zum Konzern. Eine geplante Übernahme der Newport News Shipbuilding scheiterte am Widerstand der Aufsichtsbehörden.
2008 erwarb man AxleTech von der Carlyle Group.
General Dynamics ist neben Boeing der wichtigste Hersteller und Entwickler von Lenkflugkörpern in den USA.

## Produkte

### Computer
- Tadpole Bullfrog

### Flugzeuge
- General Dynamics F-16
- General Dynamics F-111

### Fahrzeuge
- M1 Abrams
- Expeditionary Fighting Vehicle
- K1 Typ 88
- Stryker Armored Vehicle
- Mowag Eagle
- Amphibie M3
- Pandur II

### Schiffe und Boote
- U-Boote der Seawolf-, Los-Angeles-, Ohio-, Virginia- und Columbia-Klasse
- Zerstörer der Arleigh-Burke-Klasse

### Satelliten
- Near Field Infrared Experiment (s. Weltraumwaffe[3])

### Waffen
- Mk 47 Striker

## Standorte und Tochtergesellschaften

### General Dynamics Canada
General Dynamics Canada ist ein Tochterunternehmen des US-Rüstungsherstellers General Dynamics. Das Unternehmen entwickelt und baut Waffensysteme, Panzerfahrzeuge, Kommunikationssysteme, Luft und Raumfahrtsysteme. Das Unternehmen hat seinen Hauptsitz in Ottawa. Weitere größere Niederlassungen befinden sich in Calgary, Alberta und Halifax. Das Unternehmen exportiert seine Produkte auch in andere Länder u. a. in die Vereinigten Staaten, Schweden, Australien und dem Vereinigten Königreich, sowie an NATO verbündete.
General Dynamics Canada belegt auf der Rangliste der größten Rüstungsunternehmen Kanadas den zweiten Rang (Stand 2012).

### General Dynamics European Land Systems
In Europa werden seit 2003 Panzerfahrzeuge von den erworbenen Unternehmen, der österreichischen Steyr-Daimler-Puch Spezialfahrzeug, der spanischen Santa Bárbara Sistemas und von der schweizerischen Mowag gefertigt. Des Weiteren gehört die deutsche General Dynamics European Land Systems-Germany GmbH (GDELS-G, vormals Eisenwerke Kaiserslautern) dazu. Zusammen firmieren sie unter dem Namen General Dynamics European Land Systems (GDELS), der Sitz der Gruppe ist in Madrid.